# Black Messiah

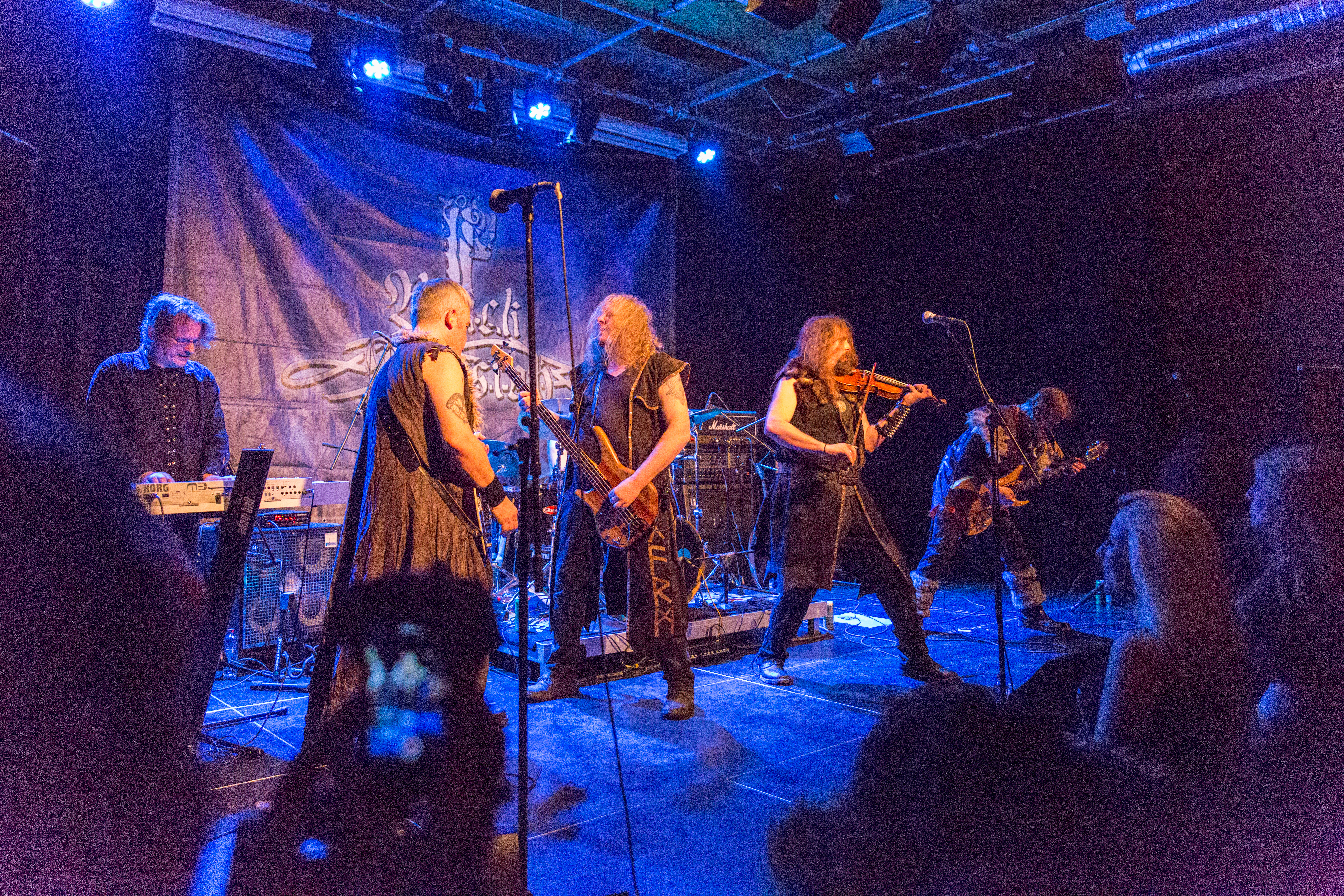
Black Messiah (2016)

I Black Messiah sono una symphonic black metal band tedesca attiva dal 1992. Al momento della fondazione, tuttavia la band aveva tendenze fortemente pure black, omaggiando gruppi old school come Venom, Celtic Frost e Bathory.

Il loro ultimo album uscito in commercio è The Final Journey, pubblicato tramite AFM Records il 24 febbraio 2012.

## Discografia

### Album in studio
- 1998 - Sceptre of Black Knowledge
- 2005 - Oath of a Warrior
- 2006 - Of Myths and Legends
- 2009 - First War of the World
- 2012 - The Final Journey
- 2013 - Heimweh
- 2017 - Walss of Vaneheim

### Demo
- 1995 - Southside Golgotha
- 2001 - Demo 2001
- 2004 - Futhark

## Formazione

### Formazione attuale
- Garm - basso
- Mike 'Brööh' Bröker - batteria
- Meldric - chitarra
- Agnar - tastiera
- Zagan - voce, chitarra, violino, mandolino
- Frangus - chitarra